# Sodalis praecaptivus
Sodalis praecaptivus — вид грам-негативних бактерій родини Pectobacteriaceae. Бактерія виділена у 2010 році з серозної рідини з рани на руці 71-річного чоловіка в місті Евансвілл, штат Індіана (США). Рана утворилася, коли чоловік загнав у руку скабку, яка через деякий час загноїлася. Новий вид описаний у 2015 році.